# Guanmen Lazi Shuiku
Guanmen Lazi Shuiku är en reservoar i Kina. Den ligger i provinsen Liaoning, i den nordöstra delen av landet, omkring 120 kilometer sydost om provinshuvudstaden Shenyang. Guanmen Lazi Shuiku ligger 439 meter över havet. Arean är 0,24 kvadratkilometer. Omgivningarna runt Guanmen Lazi Shuiku är en mosaik av jordbruksmark och naturlig växtlighet. Den sträcker sig 0,8 kilometer i nord-sydlig riktning, och 0,5 kilometer i öst-västlig riktning.
Genomsnittlig årsnederbörd är 1 236 millimeter. Den regnigaste månaden är juli, med i genomsnitt 341 mm nederbörd, och den torraste är januari, med 10 mm nederbörd.